# Oforia (serie televisiva)
Oforia (in ebraico אופוריה‎?, lett. "euforia") è una serie televisiva israeliana trasmessa per la prima volta tra il 2012 e il 2013, da cui è stata tratta la serie di HBO Euphoria.

## Trama
La serie segue un gruppo di adolescenti che negli anni '90 fanno uso di droghe e praticano il sesso occasionale, apatici e privi di reali aspirazioni o interessi. Le vicende prendono luogo un anno dopo la morte di uno di loro, Ra'anan, in una rissa in discoteca, mentre ognuno a modo suo cerca di superare l'accaduto. Gli adulti appaiono di rado, e col volto tagliato fuori dall'inquadratura.

## Episodi
La serie è stata cancellata dopo una sola stagione.
| Stagione       | Episodi | Prima TV Israele | Prima TV Italia |
| -------------- | ------- | ---------------- | --------------- |
| Prima stagione | 10      | 2012-2013        | inedita         |

## Personaggi e interpreti
- Hofit, interpretata da Roni Dalumi.

Un'adolescente la tossicodipendenza conduce su un sentiero oscuro. Autolesionista, incolpa se stessa per la morte di Ra'anan, essendo stato proprio il suo ragazzo, Yizhar, ad attaccare quest'ultimo credendo che ci stesse provando con lei. È l'equivalente di Rue, la protagonista del remake americano della serie.
- Kino, interpretato da Dekel Adin.

L'amico d'infanzia di Ra'anan, ospita Hofit dalla morte di quest'ultimo, vivendo da solo siccome i suoi genitori sono a Shanghai per lavoro.
- Osher Gimpel, interpretato da Maor Schwitzer.

Soprannominato "Shamen" (in ebraico שמן‎?, lett. "grasso") anche se non lo è più, è un adolescente a disagio col suo corpo che sviluppa una dipendenza dalla pornografia, diventando per un certo tempo impotente, che cerca di risolvere facendo sesso con la governante di famiglia e comprando una bambola gonfiabile. Il suo nome significa «beatitudine» in ebraico.
- Deker Eldar, interpretato da Dolev Mesika.

Soprannominato "Tzehubon" (in ebraico צהובון‎?, lett. "giallo"), è un adolescente timido che mette in pratica le sue conoscenze di chimica sintetizzando allucinogeni, che poi dà ad amici, seguendo dei tutorial online. Esegue su se stesso un'operazione chirurgica volta a rimuovere la zona del cervello legata alla paura. Innamorato di Hofit, finisce per stuprarla quando lo respinge. Ricorda per certi versi il personaggio di Fezco nel remake americano della serie.
- Elkana Eldar, interpretato da Roy Nik.

Il fratello maggiore di Deker, un disertore dell'IDF che passa il tempo a oziare e fare sesso occasionale. Osher e Noy si rivolgono a lui per dei consigli. Alla fine viene catturato dalla polizia militare.
- Noy Cohen, interpretata da Amit Erez.

Un'adolescente sola e sovrappeso che, per diventare più popolare, comincia a concedersi sessualmente a tutti i ragazzi seguendo il consiglio di Elkana, finendo per contrarre l'HIV. Ricorda per certi versi il personaggio di Kat nel remake americano della serie.
- Uriel, interpretato da Avi Mazliah.

Soprannominato "Mastuli" (in ebraico מסטולי‎?, lett. "fatto"), è un adolescente omosessuale scappato di casa. Accetta comunque di fare sesso con Noy quando lei gli chiede di aiutarla a perdere la sua verginità. Viene ospitato nel corso della serie da una coppia di omosessuali più anziani e nel collegio militare da Shuki, che cerca di sottoporlo a una terapia di conversione.
- Tomer Samigura, interpretato da Uriel Geta.

Soprannominato "Tomeriko", è un giovane spacciatore ebreo ortodosso visitato da Hofit. Finirà per essere lui a vendicare Ra'anan, uccidere Yizhar, suo bullo di lunga data, e postandolo su internet.
- Dudu, interpretato da Tawfiq Barhum.

Un diciassettenne arabo e aspirante veterinario che vive nel condominio di Kino.
- Shuki Samigura, interpretato da Ofer Hayoun.

Il fratello maggiore di Tomeriko, è mashghiah presso un collegio militare e cercherà di convertire Mastuli all'eterosessualità.

## Produzione
La serie è stata scritta da Ron Leshem con Daniel Amsel e diretta da Dafna Levin, che ha dovuto usare cautela nel girare le scene di sesso, essendo gli attori quasi tutti esordienti e alcuni, come Uriel Geta di 15 anni e Dolev Mesika di 17, minorenni.
Per la premessa della serie, Leshem si è ispirato a un caso giudiziario noto in Israele, l'omicidio del diciottenne Ra'anan Levy, avvenuto nel 2004 nei pressi di Netanya ad opera di due coetanei affiliati alla malavita locale che, ritenendo che Levy avesse sorriso alla ragazza di un loro amico, l'hanno accoltellato fuori da una discoteca. Per la costruzione dei personaggi invece, si è ispirato alla serie britannica Skins.

## Remake
Nel 2019 la serie ha avuto remake americano, intitolato Euphoria e in onda su HBO: Leshem ne è stato produttore esecutivo. Oltre al titolo e al suo trattare sessualità e problemi di droga adolescenziali, il remake non ha però ulteriori somiglianze con la serie madre, essendo di ispirazione autobiografica del suo creatore Sam Levinson.